# Presidente Municipal de Mazatlán
El Presidente Municipal de Mazatlán, también llamado Alcalde de Mazatlán, es quien desempeña por elección popular el poder ejecutivo del municipio de Mazatlán, Sinaloa durante un trienio que va del 1 de enero de su primer año de mandato hasta el 31 de diciembre del último. En sus labores es auxiliado por el Cabildo y su Gabinete, además de los síndicos y comisarios rurales.

## Funciones
Según cita Capítulo II del Título Segundo en el Reglamento Interno del H. Ayuntamiento del Municipio de Mazatlán, en sus artículos 30, 31 y 32, el presidente municipal de Mazatlán está facultado y obligado a:
- Cumplir y hacer cumplir la Constitución Política de los Estados Unidos Mexicanos, la Constitución Política del Estado de Sinaloa, la Ley de Gobierno Municipal del Estado de Sinaloa, los Reglamentos y Resoluciones del Ayuntamiento de Mazatlán y los Bandos Municipales.
- Representar al municipio en todos los actos oficiales, o delegar esa representación, gestionar y tramitar ante la autoridad competente los asuntos relativos al municipio y recibir herencias, legados o donaciones que se hagan a este, previo acuerdo del Ayuntamiento.
- Presidir las sesiones y dirigir los debates del Ayuntamiento tomando parte en las deliberaciones con voz y voto, firmar los acuerdos y demás resoluciones, promover de lo necesario para su observancia y aplicar sus disposiciones.
- Presidir la Comisión de Gobernación, vigilando que se integren y funcionen las unidades administrativas, los consejos de colaboración y las distintas comisiones municipales.
- Organizar, dirigir y controlar a los servidores públicos encargados de la administración municipal, corregir oportunamente las faltas y enterar a las autoridades correspondientes aquellos actos que puedan constituir un delito.
- Cuidar del buen orden y operatividad de los servicios municipales, así como el funcionamiento de las dependencias encargadas de la prestación de los mismos.
- Visitar por lo menos 2 veces al año a los centros de población para conocer sus problemas y auxiliar en su resolución.
- Proponer al Ayuntamiento los nombramientos del Secretario y del Tesorero, así como la remoción de los mismos, en su caso.
- Vigilar la recaudación en todas las ramas de la Hacienda Pública municipal, cuidando que la intervención de los fondos municipales se haga en estricto apego al presupuesto y a las leyes correspondientes.
- Expedir licencias para el funcionamiento de comercios, espectáculos, actividades recreativas y autorizar la documentación de compra-venta de ganado y las licencias correspondientes al degüello.
- Tener bajo su mando al personal de policía y tránsito municipal, garantizando la conservación del orden público respecto a las garantías individuales, sancionando las infracciones que se cometan a las disposiciones municipales
- Imponer las multas correspondientes a los infractores de los reglamentos municipales y del Bando de Policía y Buen Gobierno, o bien, conmutar tales multas por el arresto correspondiente.
- Colaborar con las autoridades federales en materia de culto religioso o disciplina externa y atender la conscripción militar nacional en su jurisdicción.
- Rendir un Informe pormenorizado de su gestión ante el cabildo reunido en sesión solemne y a la población municipal, el día 15 de diciembre de cada año, enviando una copia de este informe al Ejecutivo y al Congreso del Estado.

## Gabinete del Presidente
Como ya se ha mencionado, el presidente municipal de Mazatlán es auxiliado por un cuerpo de funcionarios y servidores públicos, propuestos por él, que integran su gabinete. Entre sus funciones están la prestación de servicios, así como la administración y recaudación pública. Dentro de este se distinguen las dependencias municipales, administradas directamente por el Ayuntamiento, y las paramunicipales, gestionadas con el apoyo de organizaciones civiles. 
Dependencias municipales:
- Contraloría Municipal
- Dirección de Atención Ciudadana
- Dirección de Bienestar y Desarrollo Social
- Dirección de Ecología y Medio Ambiente
- Dirección de Evaluación y Enlace Zona Rural
- Dirección de Informática
- Dirección de Obras Públicas
- Dirección de Planeación del Desarrollo Urbano Sustentable
- Dirección de Seguridad Pública y Tránsito Municipal
- Dirección de Servicios Médicos
- Dirección de Servicios Públicos
- Dirección de Vivienda y Tenencia de la Tierra
- Oficialía Mayor
- Secretaría de Desarrollo Económico
- Secretaría de la Presidencia
- Secretaría del Ayuntamiento
- Tesorería

Dependencias paramunicipales:
- Acuario Mazatlán.
- Instituto de Cultura, Turismo y Arte de Mazatlán (CULTURA).
- Instituto Municipal de la Juventud de Mazatlán (IMJU).
- Instituto Municipal de la Mujer de Mazatlán (IMMUJER).
- Instituto Municipal del Deporte de Mazatlán (IMDEM).
- Instituto Municipal de Planeación de Mazatlán (IMPLAN).
- Junta Municipal de Agua Potable y Alcantarillado de Mazatlán (JUMAPAM).
- Sistema para el Desarrollo Integral de la Familia de Mazatlán (DIF Mazatlán).

## Síndicos y Comisarios

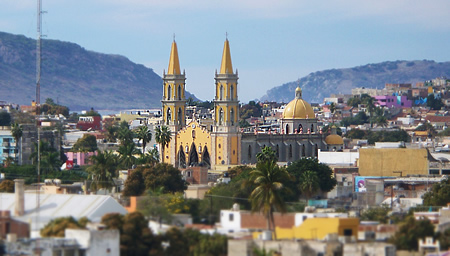
Mazatlán sede de la Alcaldía Central

La geografía política del municipio de Mazatlán se encuentra dividida en 59 comisarías que conforman las ocho sindicaturas y la alcaldía central que integran su territorio. Estas se encuentran representadas por síndicos y comisarios que auxilian al Presidente Municipal en sus funciones judiciales y ejecutivas dentro de la zona rural del municipio. Las sindicaturas y comisarías son las siguientes:
| Sindicatura      | Cabecera    | Comisaría                | Sindicatura | Cabecera   | Comisaría               |
| ---------------- | ----------- | ------------------------ | ----------- | ---------- | ----------------------- |
| Alcaldía Central | Mazatlán    | 1. Urías                 | El Habal    | El Habal   | 31. El Espinal          |
| Alcaldía Central | Mazatlán    | 2. El Castillo           | El Habal    | El Habal   | 32. Los Zapotes         |
| Alcaldía Central | Mazatlán    | 3. Isla de la Piedra     | El Habal    | El Habal   | 33. El Recreo           |
| Alcaldía Central | Mazatlán    | 4. Habalito del Tubo     | El Habal    | El Habal   | 34. Potrero de Carrasco |
| Alcaldía Central | Mazatlán    | 5. Palmillas             | El Habal    | El Habal   | 35. La Palma Sola       |
| Alcaldía Central | Mazatlán    | 6. El Armadillo          | El Habal    | El Habal   | 36. Puerta de Canoas    |
| Alcaldía Central | Mazatlán    | 7. Miravalles            | El Habal    | El Habal   | 37. El Chilillo         |
| Alcaldía Central | Mazatlán    | 8. El Conchi             | El Habal    | El Habal   | 38. Los Limones         |
| Alcaldía Central | Mazatlán    | 9. Higueras del Conchi   | El Habal    | El Habal   | 39. La Culebra          |
| Alcaldía Central | Mazatlán    | 10. El Venadillo         | La Noria    | La Noria   | 40. El Placer           |
| Villa Unión      | Villa Unión | 11. Lomas de Monterrey   | La Noria    | La Noria   | 41. San Marcos          |
| Villa Unión      | Villa Unión | 12. San Francisquito     | La Noria    | La Noria   | 42. Chicuras            |
| Villa Unión      | Villa Unión | 13. La Tuna              | La Noria    | La Noria   | 43. Juantillos          |
| Villa Unión      | Villa Unión | 14. El Vainillo          | La Noria    | La Noria   | 44. Pichilingue         |
| Villa Unión      | Villa Unión | 15. El Pozole            | La Noria    | La Noria   | 45. Las Tinajas         |
| Villa Unión      | Villa Unión | 16. Caleritas            | La Noria    | La Noria   | 46. Veranos             |
| Villa Unión      | Villa Unión | 17. Aguaje de Costilla   | La Noria    | La Noria   | 47. Los Copales         |
| Villa Unión      | Villa Unión | 18. La Amapa             | La Noria    | La Noria   | 48. Telcoyonqui         |
| Villa Unión      | Villa Unión | 19. La Urraca            | El Quelite  | El Quelite | 49. La Mora Escarbada   |
| Villa Unión      | Villa Unión | 20. El Walamo            | El Quelite  | El Quelite | 50. La Sabila           |
| Villa Unión      | Villa Unión | 21. Barrón               | El Quelite  | El Quelite | 51. El Quemado          |
| El Roble         | El Roble    | 22. El Bajio             | El Quelite  | El Quelite | 52. El Vainillo         |
| El Roble         | El Roble    | 23. El Guayabo           | El Quelite  | El Quelite | 53. El Moral            |
| El Roble         | El Roble    | 24. Lomas del Guayabo    | El Quelite  | El Quelite | 54. El Amole            |
| El Roble         | El Roble    | 25. Escamillas           | El Quelite  | El Quelite | 55. Puente del Quelite  |
| Siqueros         | Siqueros    | 26. Porras               | El Quelite  | El Quelite | 56. Camacho             |
| Siqueros         | Siqueros    | 27. Cofradía             | El Recodo   | El Recodo  | 57. El Zacate           |
| Siqueros         | Siqueros    | 28. Tecomate de Siqueros | El Recodo   | El Recodo  | 58. El Salto            |
| Mármol           | Mármol      | 29. Los Llanitos         | El Recodo   | El Recodo  | 59. Loma Alta           |
| Mármol           | Mármol      | 30. Estación Modesto     |             |            |                         |

## Historia del cargo
Véase: Presidentes municipales de Mazatlán